# Françoise Bettencourt-Meyers
Françoise Bettencourt Meyers (Neuilly-sur-Seine, 10 luglio 1953) è un'imprenditrice, filantropa scrittrice e miliardaria francese, a dicembre 2023 la donna più ricca del mondo, con un patrimonio netto secondo Forbes di 100 miliardi di dollari e qualcosa di più secondo Bloomberg.
È l'unica figlia ed erede di Liliane Bettencourt e nipote di Eugène Schueller, fondatore di L'Oréal. Sua madre morì nel settembre 2017, dopo di che la sua fortuna è triplicata grazie agli investimenti attraverso la holding di famiglia, Téthys Invest, e all'elevata valutazione delle azioni L'Oréal in Borsa. È inoltre autrice di numerose opere sulla Bibbia e sul rapporto tra ebraismo e cristianesimo.

## Biografia
È nata il 10 luglio 1953 a Neuilly-sur-Seine in una famiglia dell'alta borghesia francese, figlia di André e Liliane Bettencourt.Ha studiato presso la Marymount International School, una scuola privata franco-americana a Neuilly-sur-Seine. Ottenuto il diploma di maturità ha interrotto gli studi dopo un primo anno alla facoltà di matematica. Cresciuta nella religione cattolica, Françoise Bettencourt ha incontrato a Megève il suo futuro marito, Jean-Pierre Meyers, nipote dell'ex rabbino di Neuilly-sur-Seine, Robert Meyers, deportato con la moglie ad Auschwitz. La donna si è convertita all'ebraismo e lo ha sposato il 6 aprile 1984 a Fiesole, in Toscana. All'epoca il suo matrimonio suscitò polemiche a causa del processo contro suo nonno Eugène Schueller, il fondatore de L'Oréal, per collaborazione con il governo nazista. La coppia ha due figli, Jean-Victor (nato nel 1986) e Nicolas (nato nel 1988), entrambi cresciuti nell'ebraismo.
Nel 1992, sua madre le ha conferito la sua partecipazione in L'Oréal, così come anche un palazzo privato a Neuilly-sur-Seine, attivi che rappresentano la quasi totalità del suo patrimonio. Nel 2008, ha citato in giudizio François-Marie Banier per aver preso dei soldi da sua madre, e ha avviato un procedimento per far dichiarare sua madre incapace di mente. Le rivelazioni contenute nelle registrazioni segrete che ha utilizzato come prova hanno portato allo scandalo Woerth-Bettencourt. Nel dicembre 2010 Bettencourt Meyers ha annunciato di aver raggiunto un accordo stragiudiziale sia con sua madre che con Banier. Mentre svolgeva il suo incarico insieme al marito nella direzione di L'Oréal, Françoise Bettencourt Meyers si è dedicata al pianoforte e allo studio dell'esegesi biblica. Ha pubblicato in particolare una “somma” in cinque volumi, ottenendo gli elogi di Bernard-Henri Lévy, le cui royalties sono state “versate integralmente" all'associazione Medici senza frontiere. Fornisce anche sponsorizzazioni nel campo della ricerca sulla sordità creando, con Jean-Pierre Meyers e la Fondazione Bettencourt-Schueller, l'Istituto per l'udito Pasteur.

## Opere
- Les Dieux grecs. Généalogies (prefazione di Hélène Ahrweiler)[16], Edition Christian, Parigi:
  - Prima edizione: 1994 ISBN 2-86496-061-3;
  - Riedizione: 2001 ISBN 2-86496-061-3 (erroné selon le catalogue de la BNF), BNF 37641281t.
- Les Trompettes de Jéricho: Regard sur la Bible. Mieux se comprendre entre juifs et catholiques (prefazione diAlain Decaux), Editions de l'Œuvre, Parigi, 2008, 6 volumi (secondo il catalogo della BNF) o 4 volumi (secondo l'editore) ISBN 978-2-35631-019-4, BNF 41416075v. Nel 2009 il lavoro ha ottenuto il premio letterario Les Lauriers Verts, sezione «Spiritualité»:[17]
  - Vol. I - Mots et expressions d'origine biblique
  - Vol. II - Arbre généalogique, d'Adam et Ève aux tribus d'Israël
  - Vol. II bis - Index généalogique
  - Vol. III - D'un Testament à l'autre, judaïsme et catholicisme
  - Vol. IV - Animaux, plantes, mesures, monnaie, nombres dans la Bible
  - Vol. non numerato: Annexes
- L'Oreille dans tous ses états!, insieme al professore Bruno Frachet, cofanetto contenente 5 opuscoli a beneficio di AGIR POUR L'AUDITION (ricerca e prevenzione per la salute dell'udito)
- L'Audition pour les nuls, insieme a Bruno Frachet, éditions First, 2017
- L'Audition pour les nuls (nuova edizione), insieme a Bruno Frachet, éditions First, 2020